# Liste de grands magasins du Japon
Les grands magasins au Japon, appelés hyakkaten (百貨店) ou depāto (デパート, department store), existent depuis le début du XXe siècle. Les plus connus sont Isetan, Matsuzakaya, Mitsukoshi et Takashimaya.

## Description
Les grands magasins sont appelés au Japon hyakkaten (百貨店) ou department store (デパートメントストア, depātomento sutoa), le plus souvent raccourci en depāto (デパート). Ils sont, comme leurs homologues européens, de larges bâtiments de plusieurs étages qui rassemblent différentes enseignes de vente et qui sont gérés par une seule et unique société commerciale.
La superficie allouée pour les boutiques d'habillement, notamment féminin, constituent la majeure partie de ses bâtiments. Les niveaux en sous-sol accueillent généralement l'alimentaire et sont appelés depachika (デパ地下) pour depāto chika (デパート地下, « sous-sol de depāto »). Les derniers étages regroupent restaurants et divers lieux de divertissement (cinéma, salle de jeux, etc.).
Le magasin de la société Mitsukoshi (株式会社三越呉服店, Kabushiki-gaisha Mitsukoshi gofukuten), construit en 1904 à Nihonbashi, un quartier d'affaires de Tokyo, est considéré comme le premier véritable grand magasin au Japon, copié sur le modèle anglais. Mais il est possible de retracer leurs origines jusqu'au XVIIe siècle.

## Enseignes

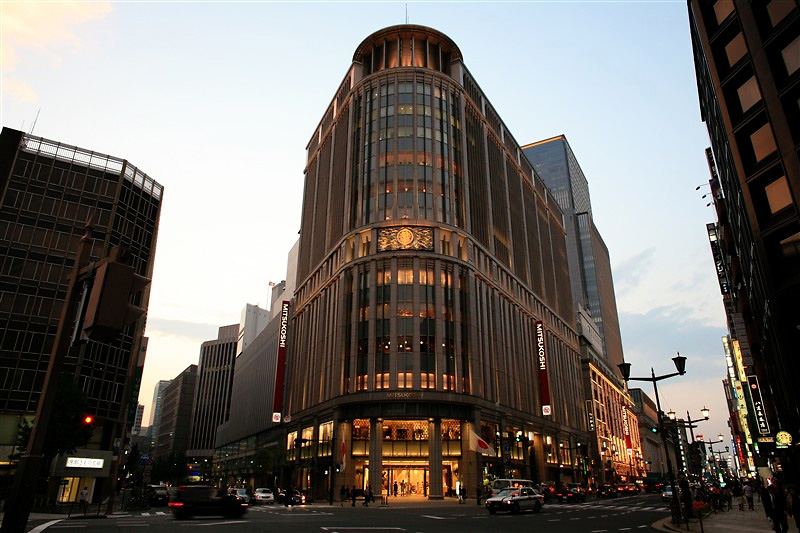
Mitsukoshi à Nihonbashi.

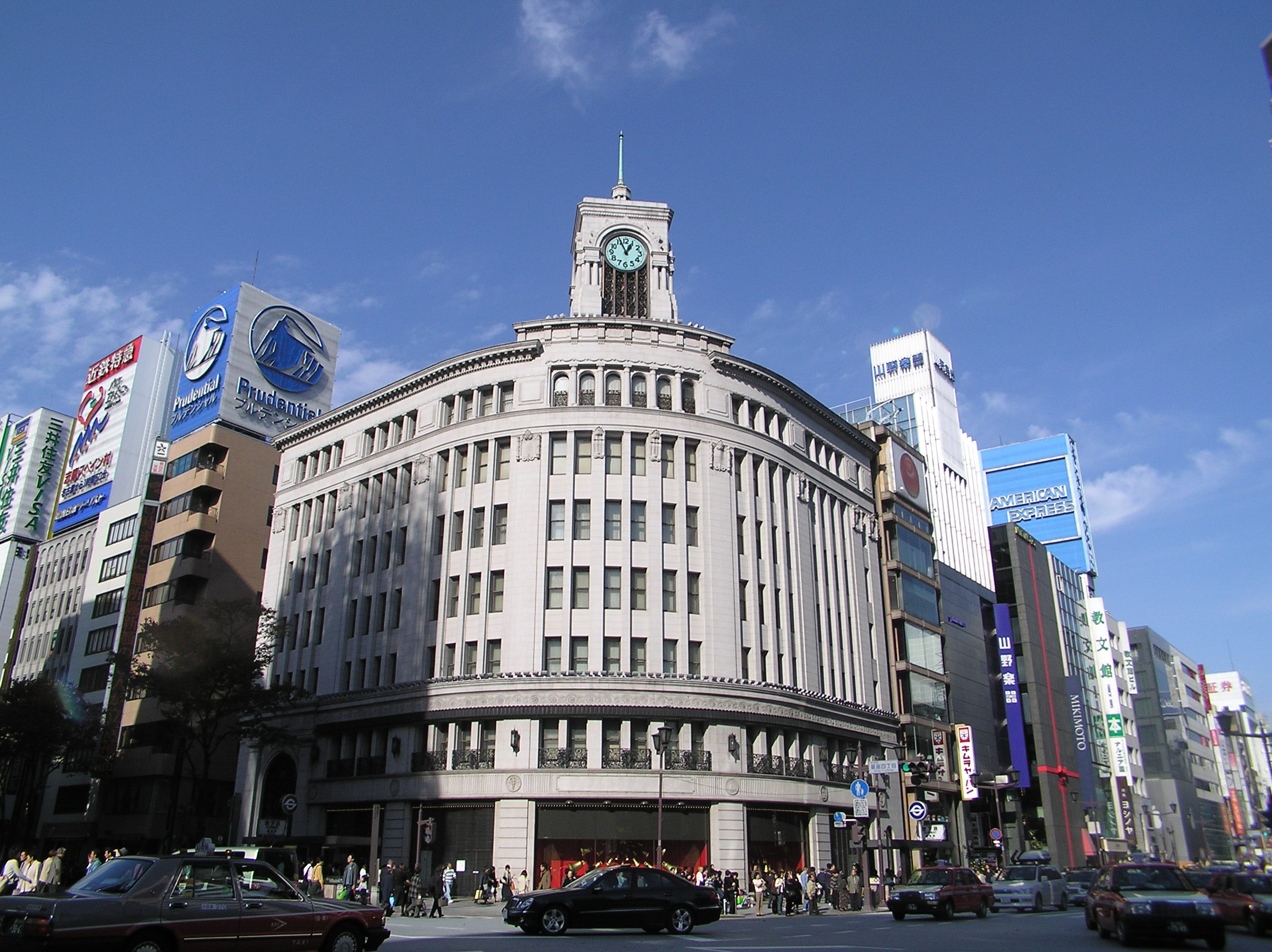
Wako à Ginza.

Ci-après les enseignes les plus populaires au Japon :
- Daimaru
- Hankyū
- Hanshin
- Isetan
- Keio
- Kintetsu
- Maruei
- Marui
- Matsuya
- Matsuzakaya
- Mitsukoshi
- Odakyu
- Seibu (exploité par Sogo & Seibu)
- Sogo (exploité par Sogo & Seibu)
- Takashimaya
- Wako